# سواینزبرو (جورجیا)
سواینزبرو، جورجیا (به انگلیسی: Swainsboro, Georgia) یک شهر در ایالات متحده آمریکا با جمعیت ۷٬۳۴۳ نفر است که در جورجیا واقع شده‌است.

## موقعیت جغرافیایی
موقعیت جغرافیایی شهرها و مناطق اطراف به شرح زیر است: